# Madrid (Iowa)
Madrid is een plaats in de Amerikaanse staat Iowa. De stad is gelegen in Boone County. Bij de volkstelling van 2000 had de stad zo'n 2264 inwoners en daarmee behoort het tot de kleinere steden in Amerika; met het buitengebied meegerekend wonen er zo'n 2747 inwoners.
Madrid ligt ongeveer in het midden van de staat Iowa. Van origine werd de plaats Swede Point genoemd. De stad ontstond in 1846 doordat er Zweedse migranten gingen wonen. Het is ook een van de oudste Zweedse nederzettingen die nog altijd wordt bewoond. Vanaf 1881 liep zowel de oost-west- als de noord-zuid-spoorweg door de nederzetting heen. De nederzetting groeide sindsdien uit tot een kleine stad. In 1882 werd de naam van de plaats, Swede Point, veranderd in de huidige naam, Madrid. En een jaar later werd het officieel erkend als stad.
Tussen 1910 en 1940 werkten veel inwoners in en leefden van de kolenmijnen. Dat veranderde echter na de Tweede Wereldoorlog. De inwoners moesten voor hun inkomens steeds vaker naar andere steden reizen. Langzaam werd de stad een slaapstad, of zoals Amerikanen zeggen een "bedroom community".

## Plaatsen in de nabije omgeving
De onderstaande figuur toont nabijgelegen plaatsen in een straal van 16 km rond Madrid.